# Завидовци
Завидовци е село в Западна България. То се намира в Община Своге, Софийска област.

## География
Село Завидовци се намира в планински район. Завидовци се намира недалеч от село Искрец. Земите около Искрец и Завидовци са прочути с чистия си въздух, там е изграден санаториум за белодробно болни. Доказано е, че това са местата с най-малко мъгли през годината в България.

## Културни и природни забележителности
Горите около селото често са посещавани от гъбари, най-често събирайки гъби пачи крак. В близост до Завидовци се намира местността Белчовци.